# Wing Commander: Privateer 2
Wing Commander: Privateer 2 — компьютерная игра, является продолжением игры Wing Commander: Privateer, но в более совершенном технологическом варианте и новой сюжетной ветвью.
Издатель: Electronic Arts, руководитель проекта — Крис Робертс.
Жанр игры — космический симулятор с элементами интерактивного видео. Вышедшая в 1997 году, эта игра на продолжительное время стала образцом в своем жанре. Она обладала высокой играбельностью, имела достаточное количество современных на то время технологических новшеств. Одним из них являлось наличие качественного интерактивного видео, которое постоянно поддерживало сюжетную линию игры.
Главного героя сыграл Клайв Оуен. Компанию ему составили и несколько других вполне известных голливудских актеров. Видеофрагменты изобиловали богатым декорациями, интересной работой оператора и мастеров по свету.
По сюжету главный герой свободно путешествует по звездной системе, сражается с пиратами, военными, выполняет различные миссии, развивает основную сюжетную линию. Даже закончив основной сюжет, герой все равно может свободно странствовать по межпланетным просторам, открывая новые технологии и миссии. Игра завоевала огромную армию поклонников.

## Геймплей

### Боевая часть
Игры серии Wing Commander, представляют собой классику жанра космический симулятор, во многом определившие его каноны. Особенностью которого является аркадная физика полёта (традиционно объясняемая в игре наличием у истребителей «гасителей инерции» — англ. inertial dampeners), в сочетании с проработанной детализацией технических характеристик космической техники. Так например, в игре Wing Commander: Armada бронирование и щиты различаются по носу, бортам и корме, а манёвренность подразделяется на рысканье, тангаж и крен. Кроме того, выстрел из оружия долетает до цели не мгновенно, и требует упреждения, которое помогает брать англ. Inertial Targeting and Tracking System (Система Инерционого Отслеживания и Прицеливания). При этом необходимое упреждение для разных видов оружия отличается, так например в Wing Commande: Privateer существует упреждения для восьми типов оружия (нейтронной пушки, мезонного бластера, импульсной ионной пушки, масс-драйвера, ускорителя частиц, лазера, плазменной пушки и тахионного бластера). Что показательно, в первом Wing Commander, полученные в бою повреждения истребителем отражались и на видеоролике демонстрировашем его посадку на борт, взависимоти от тяжести повреждений истребитель на ролике мог быть практически целым, или тяжелоповреждённым.
Если в первом Wing Commander крупные корабли представляли собой мишень с хитпоинтами, то в позднейших играх зональной стала и система повреждений больших кораблей, представленных не одним общим абстрактным life-barом, а состоящим из отдельных частей, таких как орудийные и ракетные башни, генераторы щитов, командный мостик, двигатели итд. Помимо этого в Wing Commander II: Vengeance of the Kilrathi щиты крупных кораблей (англ. capital ship) были уязвимы только для торпед, а между обычными истребителями и торпедоносцами наблюдались заметные различия в манёвренности и скоростных характеристиках. Но затем в Wing Commander III: Heart of the Tiger крупные корабли вновь стали узявимы для ракет и пушек. В Wing Commander: Prophecy щитами уязвимыми лишь для торпед и малоуязвимыми для прочего оружия, защищены критические важные узлы — капитанский мостик и двигатели. Что показательно, в Wing Commander: Prophecy, крупные корабли класса англ. capital ship были сделаны не просто большими, а колоссальными, и даже появились специальные миссии посвящённые атаке циклопических кораблей ощетинившихся множеством зениток. Что получило от Навигатора Игрового Мира оценку «практически первая игра серии, в которой ощущались масштабы и мощь капшипов».
«Визитной карточкой» Wing Commander, по мнению, Навигатора Игрового Мира, является Активное использование форсажа во время битв. Например, при выполнении манёвра известного в серии Wing Commander как «afterburner slide» («форсажное скольжение») или «Shelton slide» («скольжение Шелтона»), при выполнении которого пилот разогнавшись до максимальной скорости, врубал форсаж, а затем мог повернувшись «скользить» некоторое время боком.

## Отзывы и критика
«Навигатор игрового мира» оценил в качестве лучшей игры серии Wing Commander — Wing Commander: Privateer. А худшей — Wing Commander: Privateer 2: The Darkening, жёстко раскритиковав его за недоработанность и в особенности за несбалансированность, а также за очень слабую сюжетную связь с другими играми серии, вместе с тем отметив в нём наличие «хороших идей под ворохом плохих».